# 越前藥師站
越前藥師站（日语：／ Echizen-Yakushi eki */?）是位於福井縣福井市藥師町的西日本旅客鐵道（JR西日本）越美北線（九頭龍線）鐵路車站。

## 車站構造
九頭龍湖方向左側單式月台1面1線地上車站。開業當初巳為無人車站、設有簡易月台與候車室。不設自動售票機。

## 历史
- 1960年12月15日：越美北線勝原站開業時設置。
- 1987年4月1日：國鐵分割民營化成為西日本旅客鐵道車站。
- 2004年：

- 7月18日：豪雨使越美北線全線運行停止。
- 9月11日：美山站與越前大野站間列車運行再開。

根據國土交通省「國土數值情報」，以下為1日平均上下車人次：
| 年度 | 1日平均 乘車人次 | 1日平均 乘車人次 |
| ---- | ---------------- | ---------------- |
| 2011 | 11               |                  |
| 2012 | 9                |                  |
| 2013 | 10               |                  |
| 2014 | 8                |                  |
| 2015 | 4                |                  |
| 2016 | 2                |                  |
| 2017 | 3                |                  |
| 2018 | 4                |                  |
| 2019 | 6                |                  |
| 2020 | 4                |                  |
| 2021 | 8                |                  |
| 2022 | 8                |                  |

## 車站周邊
- 羽生川
- 國道158號

## 相鄰車站
西日本旅客鐵道
■九頭龍線（越美北線）
美山－越前藥師－越前大宮

## 外部連結
- 越前藥師站（JR西日本） （页面存档备份，存于）